# Медеубаев, Ислям Жолдыевич
Ислям Жолдыевич Медеубаев (каз. Ислам Жолдыұлы Медеубаев; (7 февраля 1948, Хобдинский район, Актюбинская область Казахская ССР — 5 декабря 2022, Астана, Казахстан) — советский партийный работник, казахстанский политический и общественный деятель. Депутат Сената Парламента Республики Казахстан І созыва (1995—1999).

## Биография
Родился 7 февраля 1948 года в поселке Жиренкопа Хобдинского района Актюбинской области.
В 1972 году окончил Оренбургский сельскохозяйственный институт по специальности «зоотехник».
В 1981 году окончил Алма-Атинскую высшую партийную школу при ЦК Компартии Казахстана

## Трудовая деятельность
С 1966 по 1972 годы — Инструктор, заведующий отделом, первый секретарь Хобдинского райкома ЛКСМК.
С 1972 по 1982 годы — Первый секретарь Актюбинского обкома ЛКСМ
С 1982 по 1985 годы — Председатель Карабутакского райисполкома Актюбинской области
С 1985 по 1991 годы — Инструктор, заместитель заведующего, заведующий отделом Актюбинского обкома партии.
С 1991 по 1992 годы — Председатель оргкомитета по воссозданию района, председатель Исатайского райсовета.
С 1992 по 1995 годы — Глава Исатайской районной администрации Актюбинской области.
С 1995 по 1999 годы — Депутат Сената Парламента Республики Казахстан І созыва от Актюбинской области, Член Комитета по законодательству и судебно-правовой реформе.
С 1999 года — Начальник Актюбинского областного управления архивами и документации.

## Награды и звания
- Орден Дружбы народов (1981)
- Почетный Знак ВЛКСМ (1982)
- Награждён дважды почётными грамотами Верховного Совета Казахской ССР
- Почётный гражданин Кобдинского района (1999 года)
- Медаль «Астана» (1998)
- Юбилейная медаль «20 лет Астане» (2018) и др.
- Honoris causa (почетный доктор права) Университета Монтре, Швейцария (2010)

При написании этой статьи использовался материал из издания «Казахстан. Национальная энциклопедия» (1998—2007), предоставленного редакцией «Қазақ энциклопедиясы» по лицензии Creative Commons BY-SA 3.0 Unported.